# 20-я горная армия
20-я горная армия (нем. 20. Gebirgs-Armee) — оперативное объединение сухопутных войск вооружённых сил нацистской Германии периода Второй мировой войны, действовавшее на Северном участке советско-германского фронта и имевшее основной целью захват Мурманска.

## Боевой путь армии
20-я горная армия была сформирована 20 июня 1942 года на базе армии «Лапландия» (часть бывшей армии «Норвегия»). Включала в себя 18‑й, 19‑й, 36‑й горные армейские корпуса.
В 1942—1944 годах — армия воевала в Советском Заполярье и в Карелии.
В сентябре 1944 года — части армии были вынуждены отступать из района Кандалакши и Кестеньги.
В октябре 1944 года — армия потерпела поражение в Петсамо-Киркенесской операции и отступила в Норвегию, где была объединена с армией «Норвегия», штаб которой руководил обороной Норвегии от советских войск до капитуляции Германии.
Значительная часть личного состава 20‑й горной армии была вывезена на Западный фронт зимой 1944—1945 и приняла участие в последних боях Второй мировой войны.
За период боёв в Заполярье потеряла убитыми, пропавшими без вести и ранеными 83 643 человека.

## Состав армии
В декабре 1942:
- 18-й горный армейский корпус
- 19-й горный армейский корпус
- 36-й горный армейский корпус

В апреле 1945:
- 19-й горный армейский корпус
- 33-й армейский корпус
- 36-й горный армейский корпус
- 70-й армейский корпус
- 71-й армейский корпус

## Командующие армией
- генерал-полковник Эдуард Дитль (20 июня 1942 — 23 июня 1944)
- генерал-полковник Лотар Рендулич (25 июня 1944 — 18 января 1945)
- генерал горных войск Франц Бёме (18 января — 8 мая 1945)